# Hartenstein
Hartenstein är en småstad nära Zwickau i förbundslandet Sachsen, Tyskland, med cirka 4 500 invånare.
Staden tillhörde förr furstarna Schönburg, som ägde två slott där.